# 與狗共舞

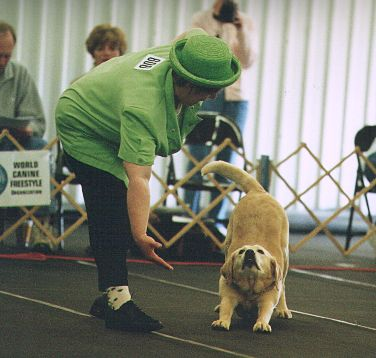
與狗共舞

與狗共舞是一项现代犬类运动，狗主人要讓狗跟著自己一起跳舞。大约在1989年起，多个国家同時出現狗與人一同跳舞的場景。後來還陸續出現類似的比賽。